# 1959-es magyar úszóbajnokság
Az 1959-es magyar úszóbajnokságot augusztusban rendezték meg.

## Eredmények

### Férfiak
| Versenyszám                                 | Arany                                                                | Arany   | Ezüst                                                               | Ezüst   | Bronz                                                          | Bronz   |
| ------------------------------------------- | -------------------------------------------------------------------- | ------- | ------------------------------------------------------------------- | ------- | -------------------------------------------------------------- | ------- |
| 100 m gyorsúszás Döntő: augusztus 30.       | Gulrich József Bp. Honvéd                                            | 58,4    | Lantos László Ferencvárosi TC                                       | 58,7    | Kárpáti György Ferencvárosi TC                                 | 59,2    |
| 200 m gyorsúszás Döntő: augusztus 29.       | Lantos László Ferencvárosi TC                                        | 2:12,9  | Katona József Egri SC                                               | 2:13,0  | Bodnár András Egri SC                                          | 2:15,0  |
| 400 m gyorsúszás Döntő: augusztus 28.       | Hornyánszky Tamás Újpesti Dózsa                                      | 4:46,5  | Bodnár András Egri SC                                               | 4:46,6  | Katona József Egri SC                                          | 4:47,6  |
| 1500 m gyorsúszás Döntő: augusztus 30.      | Katona József Egri SC                                                | 18:59,8 | Bodóki Csaba BVSC                                                   | 19:09,7 | Hornyánszky Tamás Újpesti Dózsa                                | 19:39,8 |
| 100 m hátúszás Döntő: augusztus 29.         | Müller György Újpesti Dózsa                                          | 1:06,5  | Csikány József Ferencvárosi TC                                      | 1:07,5  | Kovács Miklós Ferencvárosi TC                                  | 1:08,0  |
| 200 m mellúszás Döntő: augusztus 30.        | Kunsági György Vasas                                                 | 2:45,3  | Fábián Béla Budapesti EAC                                           | 2:46,6  | Tőrös Károly Egri SC                                           | 2:47,2  |
| 200 m pillangóúszás Döntő: augusztus 29.    | Várszegi Lajos Ferencvárosi TC                                       | 2:27,9  | Kiss László Ferencvárosi TC                                         | 2:29,5  | Kuczora Ferenc Szolnoki Dózsa                                  | 2:43,7  |
| 400 m vegyes úszás                          | Várszegi Lajos Ferencvárosi TC                                       | 5:25,2  | Kiss László Ferencvárosi TC                                         | 5:30,7  | Pócsik Dénes Egri SC                                           | 5:45,3  |
| 4 × 100 m gyorsváltó Döntő: augusztus 29.   | Ferencvárosi TC Budai Béla Vörös Sándor Kárpáti György Lantos László | 4:00,2  | Újpesti Dózsa Hornyánszky Tamás Marosi Müller György Tamasivits Pál | 4:03,8  | Bp. Honvéd Gallov Rezső Papp Vilmos Sárkány Gulrich József     | 4:04,8  |
| 4 × 200 m gyorsváltó Döntő: augusztus 30.   | Ferencvárosi TC Csikány József Budai Béla Vörös Sándor Lantos László | 9:08,2  | Újpesti Dózsa Tamasovits Pál Marosi Hornyánszky Tamás Müller György | 9:17,4  | Egri SC Bodnár András Szepesi Frank Katona József              | 9:20,3  |
| 4 × 100 m vegyes váltó Döntő: augusztus 28. | Ferencvárosi TC Csikány József Farkas Várszegi Lajos Lantos László   | 4:29,9  | Bp. Honvéd Piskóti Péter Ördögh András Tumpek György Papp Vilmos    | 4:33,7  | Újpesti Dózsa Müller György Fleck György Marosi Tamasovits Pál | 4:37,6  |

### Nők
| Versenyszám                                 | Arany                                                                          | Arany  | Ezüst                                                                  | Ezüst  | Bronz                                                       | Bronz  |
| ------------------------------------------- | ------------------------------------------------------------------------------ | ------ | ---------------------------------------------------------------------- | ------ | ----------------------------------------------------------- | ------ |
| 100 m gyorsúszás Döntő: augusztus 28.       | Frank Mária Egri SC                                                            | 1:06,5 | Madarász Csilla Ferencvárosi TC                                        | 1:06,8 | Boros Katalin Újpesti Dózsa                                 | 1:07,2 |
| 400 m gyorsúszás Döntő: augusztus 29.       | Madarász Csilla Ferencvárosi TC                                                | 5:17,5 | Frank Mária Egri SC                                                    | 5:21,2 | Egerváry Márta Ferencvárosi TC                              | 5:27,7 |
| 100 m hátúszás Döntő: augusztus 30.         | Boros Katalin Újpesti Dózsa                                                    | 1:13,8 | Dávid Magda Városi Tanács SK                                           | 1:16,6 | Takács Katalin BVSC                                         | 1:16,9 |
| 100 m mellúszás Döntő: augusztus 30.        | Killermann Klára Ferencvárosi TC                                               | 1:22,7 | Kárpáti Vera Ferencvárosi TC                                           | 1:27,0 | Uzdi Réka Ferencvárosi TC                                   | 1:27,2 |
| 200 m mellúszás Döntő: augusztus 28.        | Killermann Klára Ferencvárosi TC                                               | 2:57,4 | Kárpáti Vera Ferencvárosi TC                                           | 3:05,1 | Brinza Lenke Egri SC                                        | 3:07,4 |
| 100 m pillangóúszás Döntő: augusztus 28.    | Ringelhann Klára Egri SC                                                       | 1:21,5 | Egerváry Márta Ferencvárosi TC                                         | 1:22,1 | Gebhardt Gizella Bp. Vörös Meteor                           | 1:22,7 |
| 400 m vegyes úszás Döntő: augusztus 29.     | Kárpáti Vera Ferencvárosi TC                                                   | 5:59,1 | Csizmadia Ibolya III. kerület                                          | 6:06,6 | Ringelhann Klára Egri SC                                    | 6:09,4 |
| 4 × 100 m gyors váltó Döntő: augusztus 30.  | Ferencvárosi TC Kárpáti Vera Egerváry Márta Killermann Klára Madarász Csilla   | 4:36,6 | Egri SC Ringelhann Klára Frank Mária Gyergyák Magda Márisch Ilona      | 4:36,8 | BVSC Turóczi Bodóki Réka Sebő Ágota Takács Katalin          | 4:41,5 |
| 4 × 100 m vegyes váltó Döntő: augusztus 29. | Ferencvárosi TC Vigyázó Zsuzsa Killermann Klára Egerváry Márta Madarász Csilla | 5:13,6 | Újpesti Dózsa Boros Katalin Berinda Mária Szántó Ágnes Tamasovits Anna | 5:19,8 | BVSC Takács Katalin Döbörhegyi Ilona Sebő Ágota Bodóki Réka | 5:20,4 |

## Csúcsok
A bajnokság során az alábbi felnőtt csúcsok születtek:
| Esemény                   | Idő    | Név              | Csapat          | Csúcs            |
| ------------------------- | ------ | ---------------- | --------------- | ---------------- |
| Női 100 méteres mellúszás | 1:22,7 | Killermann Klára | Ferencvárosi TC | Országos felnőtt |